# Мејсон Сити (Небраска)
Мејсон Сити (енгл. Mason City) град је у америчкој савезној држави Небраска.

## Демографија
По попису из 2010. године број становника је 171, што је 7 (-3,9%) становника мање него 2000. године.
| Група             | 2000.       | 2010.       |
| Белци             | 167 (93,8%) | 160 (93,6%) |
| Афроамериканци    | 0 (0,0%)    | 0 (0,0%)    |
| Азијати           | 0 (0,0%)    | 2 (1,2%)    |
| Хиспаноамериканци | 1 (0,6%)    | 4 (2,3%)    |
| Укупно            | 178         | 171         |